# Рубчак, Иван Демьянович
Иван Демьянович Рубчак (1874—1952) — украинский певец-бас и актёр галицких театров. Муж Екатерины Рубчаковой, отец актрис Ярославы, Ольги и Надежды Рубчаковных, тесть Гната Юры. Заслуженный артист Украинской ССР (1945).
Выступал в составе театра общества «Русская Беседа» во Львове (1894—1914), впоследствии в «Тернопольских Театральных Вечерах», в Новом Львовском Театре, Театре Начальной Команды УГА и театре Красной Укр. Гал. Армии (1920), в разных труппах Галичины и Карпатской Украины (1921—1939, в частности, «Театре ревю и оперетты» Богдана Сарамаги), Украинском драматическом театре имени Леси Украинки (1939—1941), Львовском оперном театре (1941—1944) и в Театре имени М. К. Заньковецкой (1944—1952).

## Биография
Родился 7 марта 1874 года в Калуше (ныне Ивано-Франковская область, Украина) в семье портного Демьяна и Евфросиньи, где росло 15 детей: 9 мальчиков и 6 девочек, одна из сестер — Климентина — тоже была актрисой. Чтобы содержать большую семью, отец с раннего утра и до ночи занимался швейным промыслом, а мать возилась возле дома или работала в поле. Иван был четввёртым ребёнком. Никто и не подозревал, что он станет певцом.
В детстве отличался сильным голосом и хорошим слухом. Во время обучения в школе, с 12 лет пел в школьном хоре. Под влиянием любительских спектаклей в Народном доме у молодого Рубчака появилось страстное увлечение сценой. «Я с детства полюбил спектакли и сцену»,— писал позже в воспоминаниях Иван Рубчак.
После окончания школы в Калуше вступил в Станиславскую гимназию, где обучение велось на польском языке. Здесь с пренебрежением относились к украинцам — Иван учился, несмотря на насмешки. Во время вакаций пел в калушском хоре «Ранней Зари», играл в любительских спектаклях.
После окончания гимназии в 1893 году перед Иваном Рубчаком открылась возможность вступления в духовной семинарии. К этому побуждал и отец — но парень отказался. В этом же году стал руководителем самодеятельного хора в Калуше.
Мечта Рубчака о театре смогла осуществиться 1894 года, когда к Станиславу приехал на гастроли украинский театр. Из нескольких десятков претендентов комиссия приняла двоих: Иосифа Стадника (в будущем — известного деятеля театра) и Ивана Рубчака. Так 20-летним юношей Иван стал на путь актёра и певца.

## О творчестве Рубчака
В 1894—1914 годах выступал (сначала как хорист, позже исполнял ведущие партии) в Львовском украинском театре общества «Русская беседа». Пению обучался у Г. Косака в музыкально-драматической школе при театре. Сначала Ивану Рубчаку поручали эпизодические роли: крестьянина в «Рябине» Ивана Франко, присяжного в «Утраченном счастье» Дениса Лукияновича. В 1895 году один из рецензентов «Дела» отмечает, что «хорошим басовым голосом выделяется молодой актёр Рубчак…».
Знаменитый Иван Карась — первая крупная сценическая работа Рубчака и коронная роль всего его любительского жизни (в роли Карася Рубчак имел более 1200 выступлений). Рецензент оперы Гулака-Артемовского, показанной в Львове в 1903 году, отмечал: «Первое место, разумеется, должны отдать господину И. Рубчаку. Его сильный голос… в роли Карася получается артистично…». Также Рубчак отличался незаурядными комедийными способностями.
В 1896—1897 годах Иван Рубчак находился на службе в австрийской армии.
В конце 1897 года Рубчак вернулся на сцену. В информации о концерт украинского театра в Бережанах объявлялось: «Вечер начался „Завещанием“ Вербицкого с баритоновым соло, прекрасно отпел И. Рубчак… Публика сердечно приветствовала его поворот с войска на сцену и щедро аплодировала артисту…».
Первым выполнил в Ужгороде партию Максима («Ведьма» Я. Ярославенко). Выступал как камерный певец. С особым талантом исполнял произведения Н. Лысенко и украинские народные песни. Принимал участие в концертах, посвященных Т. Шевченко, И. Франко, выступал в опереттах и драматических спектаклях.
Иван Рубчак становится известным и благодаря другим ролям: в частности, казака Кабици из оперетты Николая Лысенко «Черноморцы», Выборного из «Наталки Полтавки», Кандзюбы в «Сватовстве на Гончаровке», Кафтана из «Цыганского барона» Иоганна Штрауса. «Он во всех ролях хорош и до всяких штук пригоден… Кроме артистической натуры, г. Рубчак обладает… горячим, отданным народу сердцем… Шутник. Друзья называли Ивана просто „наш Рубцо“…»,— писал один из рецензентов.
К памятным событиям в тогдашней жизни галицкого театра принадлежат и его гастроли по большой Украине: 1902 года — в Каменце-Подольском, в 1903 году — в Жмеринке (ныне Винницкая область) и Житомире.
Автор статьи о выступлениях театра в Бучаче на Тернопольщине осенью 1906 года писал: «Между мужчинами в театре, что дает спектакли у нас, первое место полагается И. Рубчаку; это совершенный артист, которого не постыдилась бы ни одна сцена…».
Одновременно Рубчак выступал и в драматическом репертуаре: в частности, роли Савки («Сто тысяч» Ивана Карпенко-Карого), Протасия («Мартын Боруля» того же автора), Колея («Маруся Богуславка» Михаила Старицкого).
С началом Первой мировой войны 1914 года в Галицию вошли русские войска. На то время театр находился в Тернополе. В один из сентябрьских дней зрителями были кубанские казаки, ведь их полковник попросил дать представление — что-то из классики. Руководство театра решило: будет «Невольник» (в главной роли бандуриста Недобитого — Иван Рубчак).
В 1918—1919 годах был организатором «Украинского театра» и «Нового Львовского театра». Позже выступал до 1939 года в украинских труппах (Галиция, Закарпатье). В 1939—1941 актёр Украинского драматического театра имени Л. Украинки (Львов), в 1944—1952 годах — Львовского театра имени М. К. Заньковецкой. Делегат Народного Собрания Западной Украины (1939).
Ни один украинский актёр не снискал такой популярности и любви самых широких кругов поклонников украинского театра, как Рубчак. Владимир Блавацкий писал: «Очень рельефной фигурой в ансамбле коссаковских актёров был, пожалуй, самый популярный из галицких актёров Иван Рубчак. Это особая и своеобразная актёрская индивидуальность. Большой голос, не использован как следует из-за отсутствия технического военную подготовку, безусловно, большой актёрский талант не развит шире из-за нехватки более глубокого образования и в связи с общей убогостью тогдашнего украинского театра… Рубчак может играть какую-то роль плохо, может петь свою партию не совсем правильно, но все же зрители увлечены им. Бывали случаи, что эту самую роль дублировал с Рубчаком другой опытный и очень хороший артист и играл, и пел лучше, а все же зрители предпочитали Рубчака. Нельзя этого объяснить только сентиментом нашего зрителя к лицу старого корифея сцены, потому что это именно явление заметил я и у иностранцев… Он стал уже в художественных кругах легендарной фигурой».
Умер 11 мая 1952 года. Похоронен во Львове на Лычаковском кладбище во Львове рядом с С. А. Крушельницкой.

## Награды и премии
- два ордена «Знак Почёта» (10.9.1947 и 30.6.1951[3])
- Сталинская премия третьей степени (1950) — за исполнение роли Козака в спектакле «На большую землю» А. Ф. Хижняка (1949), поставленном на сцене Львовского УАДТ имени М. К. Заньковецкой
- заслуженный артист Украинской ССР (1945)